# Xiphotheata luctifera
Xiphotheata luctifera là một loài bọ cánh cứng trong họ Cerambycidae.